# Glódís Perla Viggósdóttir
Glódís Perla Viggósdóttir, née le 27 juin 1995 à Kópavogur, est une footballeuse internationale islandaise, qui joue au poste de défenseuse centrale au Bayern Munich.

## Biographie

### En club
Viggósdóttir commence sa carrière au HK/Víkingur en 2009.
En 2012, Viggósdóttir rejoint l'Ungmennafélagið Stjarnan en provenance du club danois du Horsens SIK. Après trois saisons à l'Eskilstuna United, elle rejoint en juillet 2017 le FC Rosengård. Avec le club, elle remporte le championnat de Suède 2019.
Le 9 juillet 2021, elle s'engage pour trois saisons en faveur du Bayern Munich.

### En sélection
En 2011, elle participe à la phase finale du Championnat d'Europe des moins de 17 ans en Suisse.
Le 4 août 2012, Viggósdóttir honore sa première sélection en équipe d'Islande lors d'un match amical face à l'Écosse (match nul 1-1).
Viggósdóttir est retenue pour participer à l'Euro 2013. Les Islandaises atteignent pour la première fois de leur histoire les quarts de finale de la compétition, tandis que Viggósdóttir dispute deux des quatre matchs pour une titularisation.
En 2017, elle participe à l'Euro 2017, et dispute l'intégralité des matchs de l'Islande durant la compétition.
Le 7 avril 2022, elle dispute son 100e match international dans le cadre des qualifications à la Coupe du monde 2023 face à la Biélorussie. Elle est sélectionnée par Thorsteinn Halldórsson pour participer à l'Euro 2022 organisé en Angleterre.

## Statistiques
Le tableau ci-dessous retrace la carrière de Glódís Perla Viggósdóttir depuis ses débuts :

### En club
| Saison                | Club                     | Championnat           | Championnat | Championnat | Coupe(s) nationale(s) | Coupe(s) nationale(s) | Supercoupe | Supercoupe | Compétition(s) continentale(s) | Compétition(s) continentale(s) | Compétition(s) continentale(s) | Total | Total |
| Saison                | Club                     | Division              | M.          | B.          | M.                    | B.                    | M.         | B.         | Comp.                          | M.                             | B.                             | M.    | B.    |
| 2011-2012             | Ungmennafélagið Stjarnan | Besta deild kvenna    | 16          | 0           | -                     | -                     | 1          | 0          | -                              | -                              | -                              | 17    | 0     |
| 2012-2013             | Ungmennafélagið Stjarnan | Besta deild kvenna    | 18          | 2           | 3                     | 3                     | 1          | 0          | C1                             | 2                              | 0                              | 24    | 5     |
| 2013-2014             | Ungmennafélagið Stjarnan | Besta deild kvenna    | 16          | 3           | 3                     | 3                     | -          | -          | -                              | -                              | -                              | 19    | 6     |
| 2014-2015             | Ungmennafélagið Stjarnan | Besta deild kvenna    | -           | -           | -                     | -                     | -          | -          | C1                             | 2                              | 0                              | 2     | 0     |
| Sous-total            | Sous-total               | Sous-total            | 50          | 5           | 6                     | 6                     | 2          | 0          | -                              | 4                              | 0                              | 62    | 11    |
| 2014-2015             | Eskilstuna United DFF    | Damallsvenskan        | 22          | 0           | 1                     | 0                     | -          | -          | -                              | -                              | -                              | 23    | 0     |
| 2015-2016             | Eskilstuna United DFF    | Damallsvenskan        | 20          | 0           | 4                     | 2                     | -          | -          | -                              | -                              | -                              | 24    | 2     |
| 2016-2017             | Eskilstuna United DFF    | Damallsvenskan        | 11          | 1           | 1                     | 0                     | -          | -          | C1                             | 4                              | 0                              | 16    | 1     |
| Sous-total            | Sous-total               | Sous-total            | 53          | 1           | 6                     | 2                     | 0          | 0          | -                              | 4                              | 0                              | 63    | 3     |
| 2016-2017             | FC Rosengård             | Damallsvenskan        | 11          | 1           | 1                     | 0                     | -          | -          | C1                             | -                              | -                              | 12    | 1     |
| 2017-2018             | FC Rosengård             | Damallsvenskan        | 22          | 4           | 5                     | 1                     | -          | -          | C1                             | 4                              | 1                              | 31    | 6     |
| 2018-2019             | FC Rosengård             | Damallsvenskan        | 22          | 3           | 3                     | 0                     | -          | -          | C1                             | 4                              | 0                              | 29    | 3     |
| 2019-2020             | FC Rosengård             | Damallsvenskan        | 22          | 2           | 1                     | 0                     | -          | -          | -                              | -                              | -                              | 23    | 2     |
| 2020-2021             | FC Rosengård             | Damallsvenskan        | 12          | 0           | 5                     | 1                     | -          | -          | C1                             | 6                              | 1                              | 23    | 2     |
| Sous-total            | Sous-total               | Sous-total            | 89          | 10          | 15                    | 2                     | 0          | 0          | -                              | 14                             | 2                              | 118   | 14    |
| 2021-2022             | Bayern Munich            | Bundesliga            | 21          | 3           | 4                     | 0                     | -          | -          | C1                             | 7                              | 0                              | 32    | 3     |
| 2022-2023             | Bayern Munich            | Bundesliga            | 20          | 3           | 4                     | 0                     | -          | -          | C1                             | 10                             | 0                              | 34    | 3     |
| 2023-2024             | Bayern Munich            | Bundesliga            | 12          | 0           | 1                     | 0                     | -          | -          | C1                             | 6                              | 0                              | 19    | 0     |
| Sous-total            | Sous-total               | Sous-total            | 55          | 6           | 9                     | 0                     | 0          | 0          | -                              | 23                             | 0                              | 87    | 6     |
| Total sur la carrière | Total sur la carrière    | Total sur la carrière | 245         | 22          | 36                    | 10                    | 2          | 0          | -                              | 45                             | 2                              | 328   | 34    |

## Palmarès
| Stjarnan - Championnat d'Islande (2) : - Championne : 2013 et 2014. - Coupe d'Islande (2) : - Vainqueuse : 2012 et 2014. - Coupe de la Ligue islandaise (2) : - Vainqueuse : 2013 et 2014. - Supercoupe d'Islande (1) : - Vainqueuse : 2012. |  | FC Rosengård - Championnat de Suède (1) : - Championne : 2019. - Coupe de Suède (2) : - Vainqueuse : 2016-17 et 2017-18. |  | Bayern Munich - Championnat d'Allemagne (1) : - Championne : 2023 |